# Seminemacheilus
Seminemacheilus és un gènere de peixos de la família dels balitòrids i de l'ordre dels cipriniformes.

## Distribució geogràfica
Es troba a Àsia: Turquia (Anatòlia) i la conca del riu Kul (l'Iran).

## Taxonomia
- Seminemacheilus ispartensis (Erk'Akan, Nalbant & Özeren, 2007)[6]
- Seminemacheilus lendlii (Hankó, 1925)[7]
- Seminemacheilus tongiorgii (Nalbant & Bianco, 1998)[3][4][8][9]

## Estat de conservació
Només Seminemacheilus lendlii i Seminemacheilus tongiorgii apareixen a la Llista Vermella de la UICN.